# Epiblema sublimana
Epiblema sublimana is een vlinder uit de familie van de bladrollers (Tortricidae). De wetenschappelijke naam van de soort is voor het eerst geldig gepubliceerd in 1851 door Herrich-Schäffer.